# Triangolo (Israele)

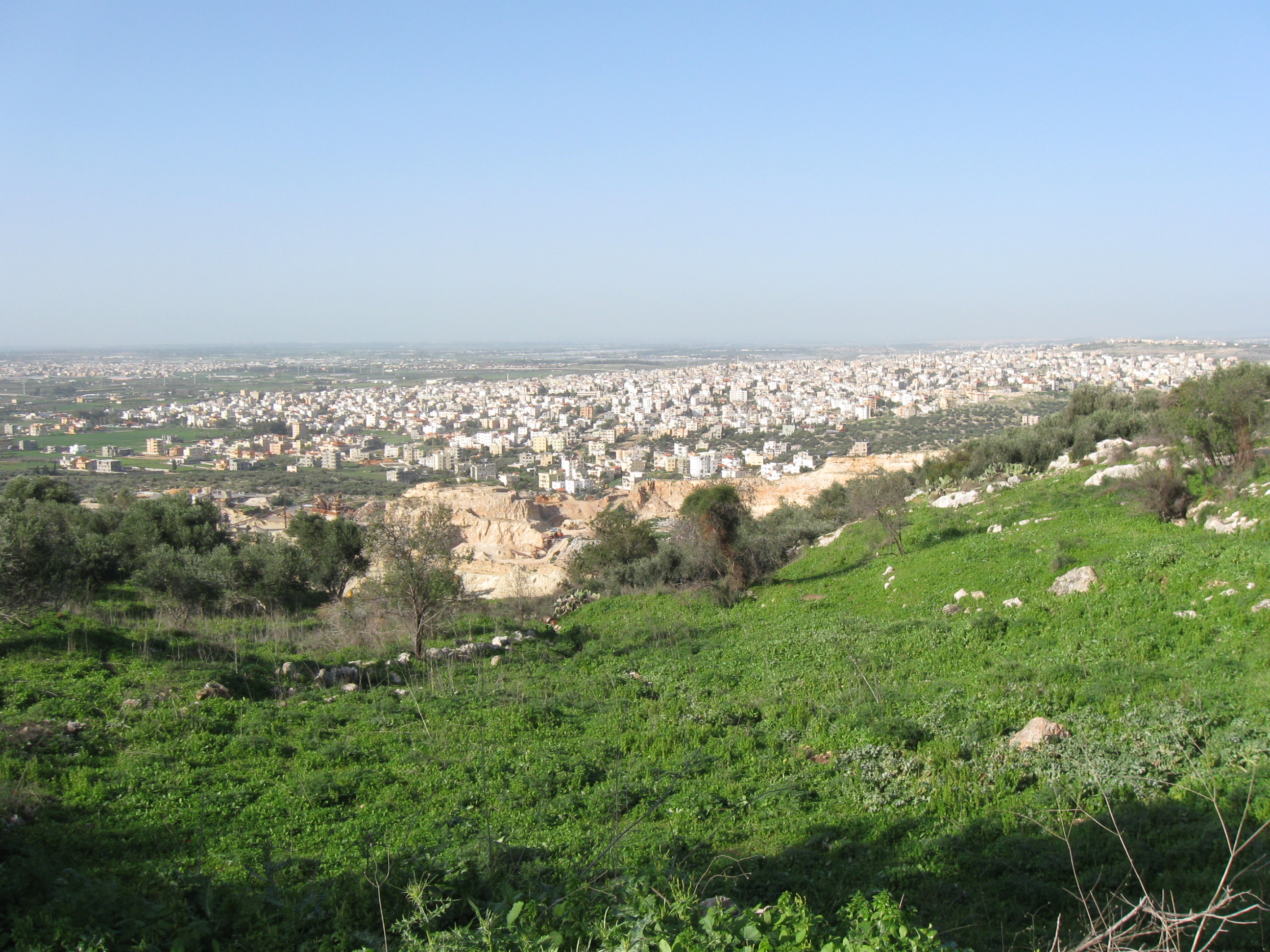
Una vista di Tayibe, la maggiore città del meridione del Triangolo.

Il Triangolo (in ebraico: HaMeshulash; in arabo المثلث‎?, al-Muthallath), precedentemente chiamato il  Piccolo Triangolo, è una concentrazione di città e villaggi arabo-israeliani adiacenti alla Linea Verde, collocata a oriente nella Pianura di Sharon ai piedi delle colline samaritane; questa area è collocata entro i confini orientali del Distretto Centrale e del Distretto di Haifa.
Il Triangolo è ulteriormente suddiviso nel Triangolo settentrionale (intorno a Kafr Qara, Ar'ara, Baqa al-Gharbiyye e Umm al-Fahm) e nel Triangolo meridionale (intorno a Qalansawe, Tayibe, Kafr Qasim, Tira, Kafr Bara e Jaljulia). Umm al-Fahm e Tayibe sono i centri sociali, culturali ed economici per gli arabi residenti nella regione. Il Triangolo è una roccaforte del movimento islamico in Israele e Raed Salah, l'attuale leader della fazione settentrionale del movimento, è un ex sindaco di Umm al-Fahm.

## Storia e status
Prima della guerra arabo-israeliana del 1948 e dell'insediamento e sovranità di Israele sulla zona di Kafr Qasim, Jaljulia e Kafr Bara, fu chiamato il "Piccolo Triangolo" per differenziarlo dalla più ampia regione del "Triangolo" tra Jenin, Tulkarm e Nablus.
La regione era originariamente designata a rientrare nella giurisdizione giordana, ma durante la negoziazione degli Accordi di armistizio del 1949, Israele ha insistito per averla al suo fianco della Linea Verde per motivi militari e strategici. Per raggiungere questo obiettivo, è stato negoziato uno scambio territoriale, cedendo il territorio israeliano sulle colline meridionali di Hebron in cambio dei villaggi del Triangolo nel Wadi Ara. Il termine è stato successivamente ampliato per includere l'intera area intorno a Wadi Ara (il Triangolo settentrionale di oggi) e l'appendice "Piccola" è rapidamente caduta fuori uso comune.